# Горна Суча
Горна Суча (словац. Horná Súča) — село, громада округу Тренчин, Тренчинський край. Кадастрова площа громади — 53.82 км².
Населення 3361 особа (станом на 31 грудня 2020 року).

## Історія
Горна Суча згадується 1208 року.

## Населення
| Рік:            | 1994. | 2004.   | 2014.   | 2024.   |
| --------------- | ----- | ------- | ------- | ------- |
| Кількість осіб: | 3640  | 3503    | 3422    | 3281    |
| Різниця:        |       | -3,76 % | -2,31 % | -4,12 % |

| Рік:            | 2023. | 2024.   |
| --------------- | ----- | ------- |
| Кількість осіб: | 3276  | 3281    |
| Різниця:        |       | +0,15 % |